# Viguiera pinnatilobata
Viguiera pinnatilobata là một loài thực vật có hoa trong họ Cúc. Loài này được (Sch.Bip.) S.F.Blake miêu tả khoa học đầu tiên năm 1918.